# Abura kiri

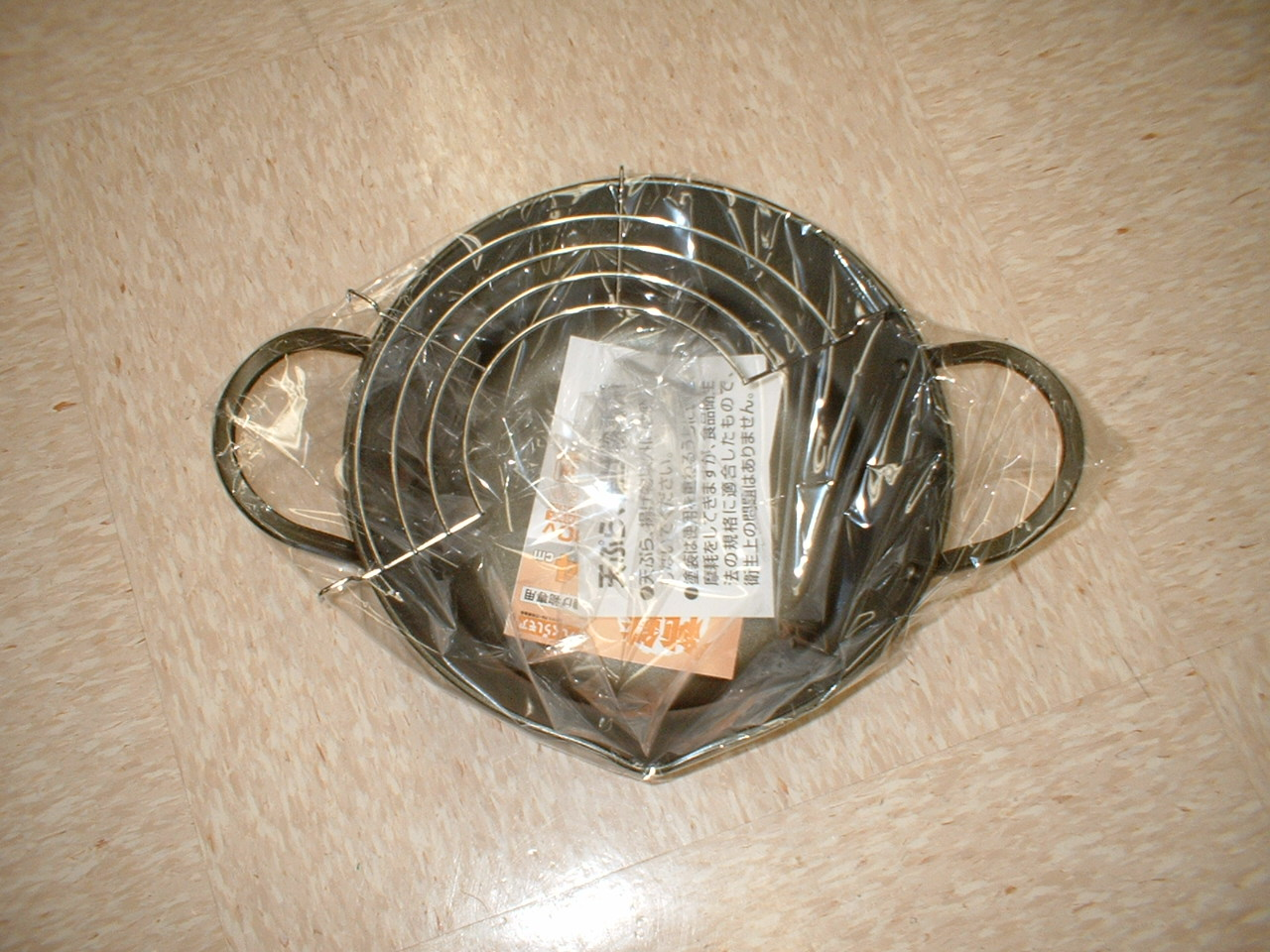
Olla para freír tempura con abura kiri.

El abura kiri (油きり?) es una rejilla de metal utilizada para eliminar el exceso de aceite en la comida japonesa. 
Generalmente en una bandeja poco profunda, puede también formar parte de la olla en que se cocina, para recuperar el aceite y mantener la comida caliente. 
En el caso de las versiones en bandeja, son usadas para poner la comida después de freír. Tiene un soporte y, generalmente, se utiliza una toalla de papel absorbente para quitar el exceso de grasa de la comida.
Es usualmente usado en combinación con el saibashi, una red para servir sopa o ami shakushi y un recipiente pesado para freír o agemono nabe, tempura, nabe, etc.
- Datos: Q1047467